# پایپا
پایپا (به اسپانیایی: Paipa) یک سکونتگاه مسکونی در کلمبیا است که در Tundama Province واقع شده‌است.

## خصوصیات
پایپا ۲۷٬۲۷۴ نفر جمعیت دارد و ۲٬۵۲۵ متر بالاتر از سطح دریا واقع شده‌است.